# Greenville (hrabstwo Piscataquis)
Greenville – jednostka osadnicza w Stanach Zjednoczonych, w stanie Maine, w hrabstwie Piscataquis.